# Yukarı Karacasu, Olur
Yukarıkaracasu là một xã thuộc huyện Olur, tỉnh Erzurum, Thổ Nhĩ Kỳ. Dân số thời điểm năm 2011 là 299 người.